# サービスモジュール

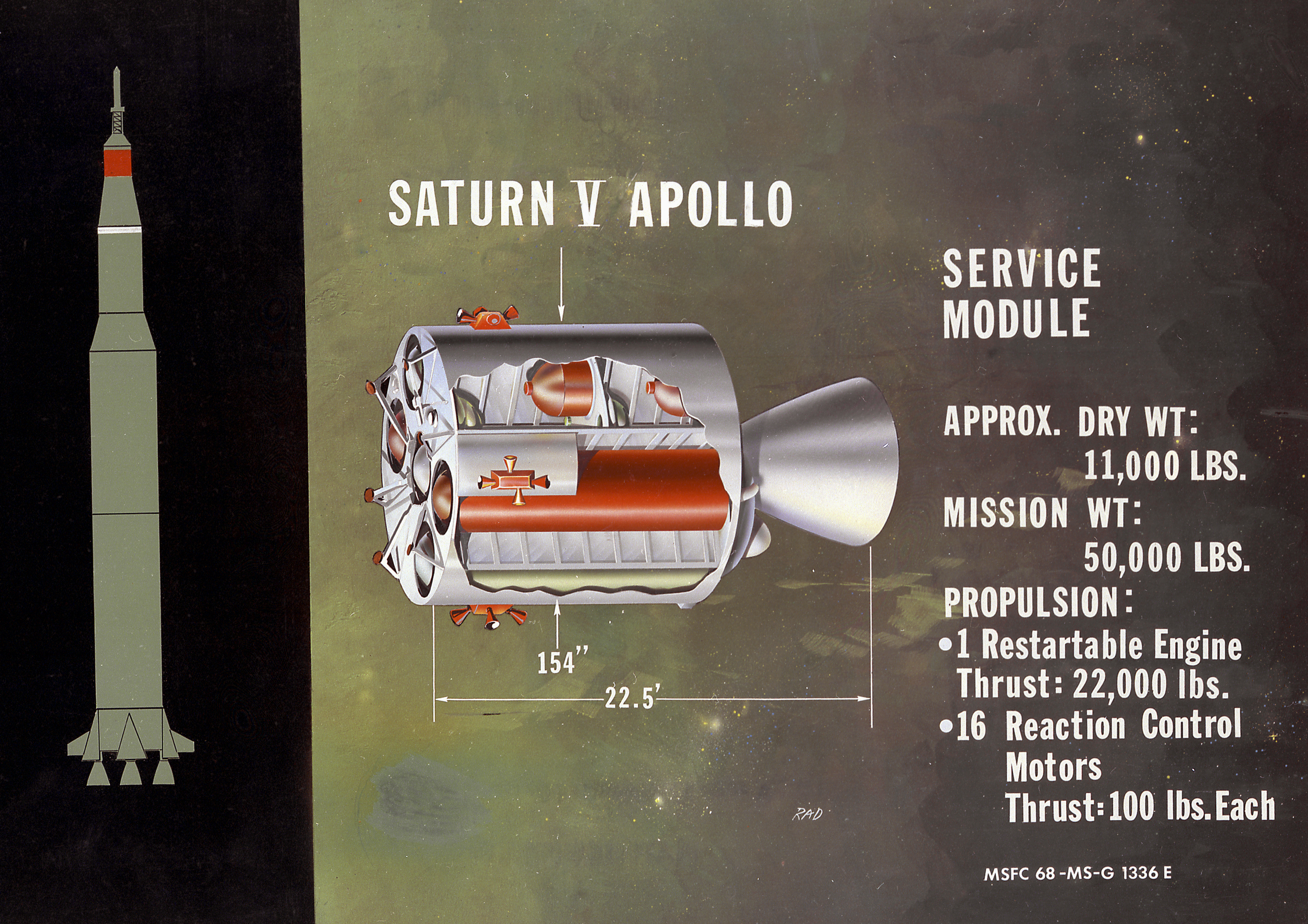
サターンVのサービスモジュール構成の断面図

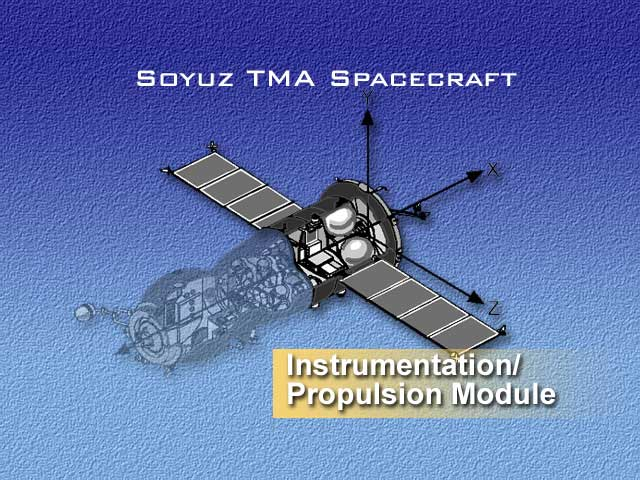
ソユーズ宇宙船の計装/推進モジュールの図

サービスモジュール（さーびすもじゅーる、また、設備モジュールまたは機器区画とも呼ばれる、英語: service module）は、構成要素である有人宇宙カプセル宇宙船操作に使用支援システムの様々なを含む。通常、無人の宇宙船であるサービスモジュールは、電気システム、環境制御、推進剤タンクなどのミッションのための重要なサブシステムと消耗品等の輸送に使用される。サービスモジュールは、ミッション完了時に投棄され、通常は大気圏再突入時に燃え尽きてしまう。
ソユーズ宇宙船サービスモジュールを表すロシア語のフレーズは、「機器-アセンブリコンパートメント」と直接的に翻訳されることがある。これは、ロケットエンジン、それらの推進剤タンク、および生命維持タンク（「アセンブリ」と訳されるドイツのアグリガットから）とは別の圧力チャンバー（機器）にガイダンスおよびその他のコンピューターシステムを配置するという設計上の特徴に由来する 。ロシアは、主にモジュール式宇宙ステーション（ズヴェズダサービスモジュール）に関して「モジュール」（модуль）という用語を使用する。

## 設計
宇宙船のアーキテクチャとシステム設計に応じて、一般的なサービスモジュールには通常次のものが含まれる 。
- 宇宙船に電力を供給するための燃料電池、ソーラーパネル、またはバッテリー（バッテリーはクルーカプセルにも使用される）
- 燃料電池の操作と水生産のための液体水素（LH 2 ）と液体酸素（LOX）。LOXは乗組員に呼吸用酸素を提供するためにも使用される。
- ヘリウムまたは窒素を加圧して、消耗品と燃料をソースタンクから目的地に強制的に送る。
- ガイダンスコンピュータシステムおよび関連するセンサー。
- 姿勢制御システムおよび推進システム用の燃料および酸化剤。
- 上記のシステムを適切に加熱および冷却するための熱制御システム。

これは「ベースライン」サービスモジュールに使用されるが、サービスモジュールは追加機能のために変更することもできる。例としてジェミニ9号の機器モジュールがあり、これは、米空軍が開発した宇宙飛行士操縦ユニットを搭載するように変更されたもので、ユージン・サーナン宇宙飛行士によってテストされましたが、宇宙服が過熱してバイザーが曇ったためにキャンセルされている。
最良の例として、最後の3つのアポロミッションでは、Jシリーズのサービスモジュールに、月周回軌道で写真やその他の読み取りを行う科学機器モジュール（SIM）ベイが含まれていた。ルナオービター宇宙船で使用されているものと同様のフィルムカメラに加えて、コマンドモジュールパイロットが復路中に深宇宙EVAを実行する必要があるため、アポロ15号と16号の2つのSIMベイも、宇宙飛行士が搭乗したサービス推進システムで地球帰還軌道投入を実行する前に、月の「サブサテライト」を打ち上げている。
サービスモジュールの概念のユニークな居住可能なバリエーションは、ソビエトTKS輸送供給宇宙船のために開発された機能貨物ブロック。サービスモジュールの全機能に加えて、強力な加圧貨物ベイとドッキングポートを備えていた。これは、再突入カプセルの前面にある従来の場所とは対照的に、TKSの場合は、代わりに軌道を外すスラスターを備えた独自のダウンスケールサービスモジュールが装備されていた。これにより、FGBは宇宙ステーションの延長としてドッキングしたままにすることができる。

## 過去のサービスモジュールのリスト

### 引退
- Vostok equipment module
- Voskhod equipment module
- Gemini equipment module
- Apollo Service Module
- Apollo Lunar Module descent stage

### キャンセル
- CSTS service module (canceled)
- Kliper service module (canceled)
- Hermes resource module (canceled)